# Брен-л’Аллё
Брен-л’Аллё (фр. Braine-l’Alleud, валлон. Brinne-l’-Alou / Brinne-l’-Alië, нидерл. Eigenbrakel) — коммуна в Валлонии, расположенная в провинции Валлонский Брабант, округ Нивель. Относится к Французскому языковому сообществу Бельгии. На площади 52,12 км² проживают 37 197 человек (плотность населения — 714 чел./км²), из которых 48,21 % — мужчины и 51,79 % — женщины. Средний годовой доход на душу населения в 2003 году составлял 15 745 евро.
Почтовые коды: 1420, 1421, 1428. Телефонный код: 02.

## Спорт
Футбольный клуб RCS Brainois выставляет команды в 1 и 2 провинциальных дивизионах, а также обучает детей и юниоров.
В парке Parc du Bourdon расположена диск-гольф-трасса на 18 отрезков.

## Известные уроженцы
- Гастон Рейфф — легкоатлет.